# Хищные зубы

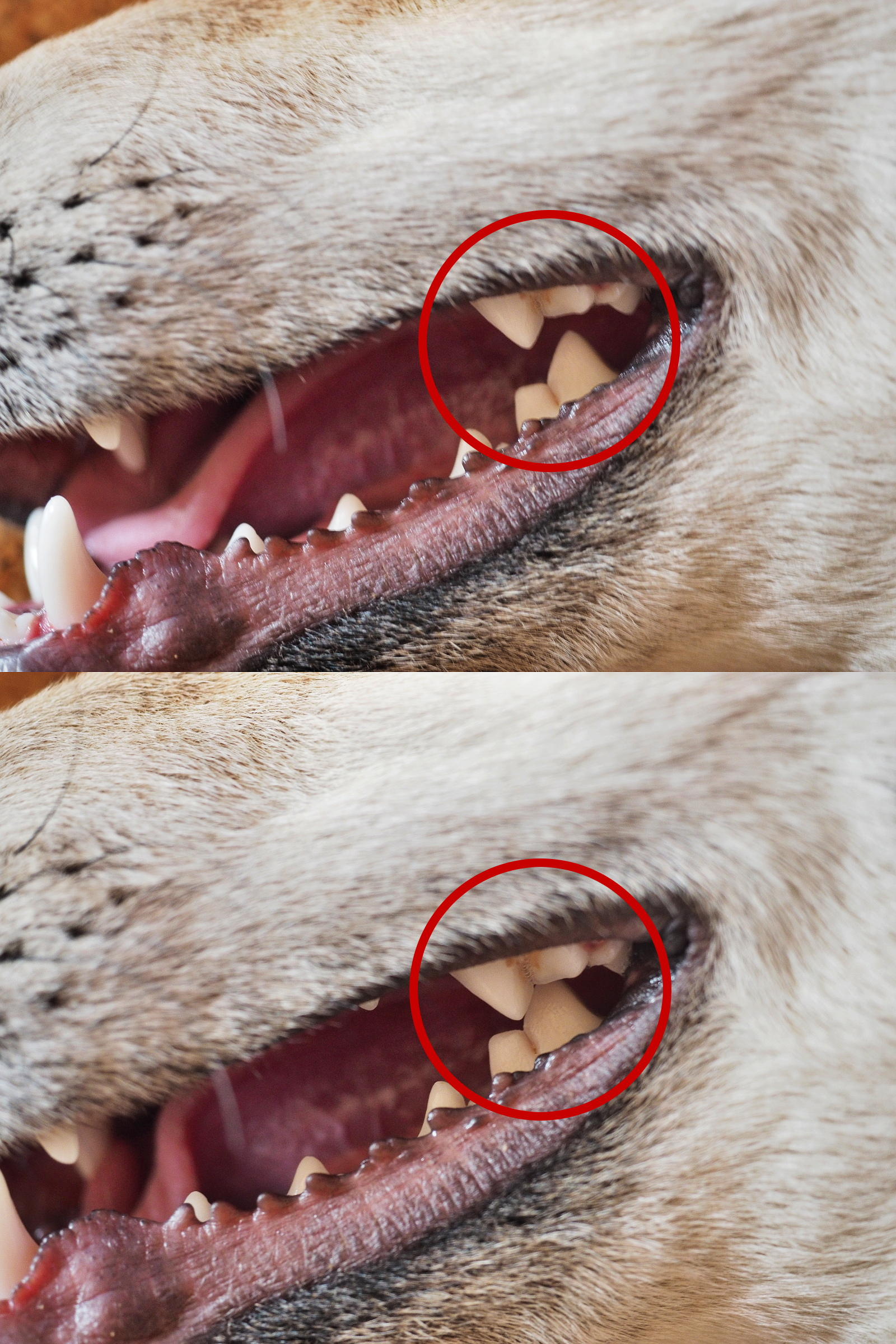
Хищные зубы собаки

Хищные зубы; англиц. карнассальные (от carnassial) — большие зубы хищных млекопитающих, приспособленные к разрезанию мяса способом, схожим с действием ножниц. У представителей отряда хищных (Carnivora) хищные зубы являются модифицированными последним верхним премоляром и первым нижним моляром, однако у вымершего отряда креодонтов хищные зубы были расположены в пасти еще дальше назад — их функцию выполняли первый верхний и второй нижний коренные зубы или даже второй верхний и третий нижний.
Хищные зубы имеются у всех сухопутных хищных. У гиен эти зубы особо сильные и способны даже переламывать кости. У всеядных представителей отряда хищных, таких как медвежьи и енотовые, они выражены слабее.